# غذا حاضره!
غذا حاضره! (انگلیسی: Order Up!) یک بازی ویدئویی شبیه‌ساز تک‌نفره و چندنفره برای سکوهای اندروید، آی‌اواس، نینتندو ۳دی‌اس، پلی‌استیشن ۳ و وی می‌باشد که توسط سوپرویلن استودیوز توسعه و زوو گیمز، چیلینگو و فان‌باکس مدیا نشر پیدا کرده است. این بازی با عنوان غذا حاضره!! برای بردن برای سکوهای آی‌اواس و اندروید منتشر شده است.
این بازی اولین بار در ۲۲ ژوئیه ۲۰۰۸ در آمریکای شمالی و به صورت دیسک بلو-ری، دیسک نوری وی و توزیع دیجیتال منتشر شد.